# Dată
De obicei o dată este sinonimă cu o informație. Cuvântul se folosește mai ales la plural (date, informații). Luați strict însă, cei doi termeni sunt diferiți, datele putând proveni de la un șir de măsurători sau observații disparate și necoordonate între ele, în timp ce informația se bazează pe date coordonate între ele, organizate, coerente, care au de obicei și un sens oarecare. Ca format datele pot fi sub formă de numere, litere, imagini și altele.

## Etimologie
Cuvântul „dată” provine din cuvântul latin datum, care gramatical este participiul trecut al verbului latin dare, "a da". Încă din antichitate propozițiile sau faptele considerate evident adevărate erau numite "date". 
Date experimentale sunt date generate special în cadrul unor cercetări științifice.

## Folosirea datelor în științe și la calculatoare
Datele inițiale neprelucrate (engl.: raw data, date brute) sunt, în cel mai larg sens, numere, litere, imagini și alte forme de date produse de aparate care convertesc mărimile fizice în simboluri. Aceste date sunt prelucrate apoi de oameni, sau pot fi și introduse în calculatoare cu scopul de a fi stocate și prelucrate acolo, sau și pentru a fi transmise la alte persoane și calculatoare. De multe ori prelucrarea datelor în calculator are loc în faze, fiecare fază predând datele ei deja prelucrate fazei următoare, pentru a fi prelucrate mai departe.
În calculatoarele actuale datele sunt reprezentate intern prin simboluri din cadrul unui "alfabet" de simboluri permise. Această reprezentare internă este de obicei prin cifre (digitală). Cel mai des întâlnite sunt simbolurile "0" și "1" care, înșiruite după anumite sisteme în număr suficient de mare, pot reprezenta (în mod poate surprinzător) orice date și informații finite. Aceste 2 simboluri sau cifre constituie așa-numitul alfabet binar. Sistemul de numerație bazat pe ele se numește sistem binar.